# Андерсон, Джеймс (юрист)
Джеймс Андерсон (5 августа 1662 — 3 апреля 1728) — шотландский юрист, генеалог, историк и антиковед, родился в Эдинбурге.
Он изучал право и стал шотландским солиситором в 1691 году. Его профессия дала ему возможность удовлетворить свою страсть к изучению старинных документов. Непосредственно перед принятием акта об Унии 1707 года парламент Шотландии поручил ему подготовить к публикации то, что сохранилось от государственных документов королевства Шотландии, и на своей последней сессии его члены проголосовали за выделение 1940 шотландских фунтов для покрытия расходов.
Над этой задачей он с большим усердием и настойчивостью трудился в течение нескольких лет, но она не была завершена из-за его смерти в 1728 году. Книга была издана посмертно в 1739 году под редакцией Томаса Руддимана под названием Selectus Diplomatum et Numismatum Scotiae Thesaurus. Подготовка этой выдающейся национальной работы потребовала от автора значительных денежных расходов, и вскоре после его смерти некоторое количество печатных копий с гравюрами Стурта были проданы по 530 фунтов за штуку. Эти экземпляры в настоящее время утрачены, и книга стала чрезвычайно редкой.
В 1715 году, в качестве некоторой компенсации за его труды, Андерсон был назначен начальником почтовой службы Шотландии, но в политической борьбе 1717 года он был лишён этой должности и никогда больше не получал никакого вознаграждения за свои труды. Он умер 3 апреля 1728 года.
В ходе спора о том, была ли Шотландия связана Актом о престолонаследии, Андерсон опубликовал работу An Historical Essay showing that the Crown and Kingdom of Scotland is Imperial and Independent (Эдинбург, 1705), а позднее — Collections relating to the History of Mary Queen of Scotland (в 4-х томах, Эдинбург, 1727—1728). Позже обе работы в своих исследованиях использовал его внучатый племянник, историк Уильям Робертсон.